# The Handmaid’s Tale – Der Report der Magd/Staffel 1
Die erste Staffel der US-Fernsehserie The Handmaid’s Tale – Der Report der Magd erschien 2017 und besteht aus zehn Episoden.

## Episoden
| Nr. (ges.) | Nr. (St.) | Deutscher Titel                   | Originaltitel                     | Erstveröffentlichung USA | Deutschsprachige Erstveröffentlichung (D) | Regie             | Drehbuch             | Länge  |
| --- | --------- | --------------------------------- | --------------------------------- | ------------------------ | ----------------------------------------- | ----------------- | -------------------- | ------ |
| 1 | 1         | Desfred                           | Offred                            | 26. Apr. 2017            | 4. Okt. 2017                              | Reed Morano       | Bruce Miller         | 58 min |
| Nach einem Fluchtversuch wird June Osborne gewaltsam von ihrer Tochter getrennt und in einer Umerziehungsanstalt zur „Magd“ ausgebildet. Dann wird sie unter ihrem neuen Namen Desfred dem Haus des Kommandanten Fred Waterford zugeteilt, von dem sie in einem rituellen Beischlaf geschwängert werden soll, da seine Frau (wie viele andere auch) keine Kinder mehr zur Welt bringen kann. |           |                                   |                                   |                          |                                           |                   |                      |        |
| 2 | 2         | Geburtstag                        | Birth Day                         | 26. Apr. 2017            | 4. Okt. 2017                              | Reed Morano       | Bruce Miller         | 47 min |
| Eine befreundete „Magd“ namens Deswarren bringt für ihre Herrschaft ein gesundes Kind zur Welt. June freundet sich mit ihrer Schicksalsgenossin Desglen an, die behauptet, Mitglied einer Widerstandsorganisation zu sein. Desglen beauftragt June, ihren Hausherrn, den Kommandanten Waterford, auszukundschaften. Als dieser sie in sein Zimmer befiehlt und mit ihr Scrabble spielt, erfährt sie, dass er in Kürze nach Washington, D.C. reist. Als sie es Desglen mitteilen will, wurde diese ersetzt. Unter dem Namen Desglen dient zukünftig eine andere „Magd“. |           |                                   |                                   |                          |                                           |                   |                      |        |
| 3 | 3         | Erwachen                          | Late                              | 26. Apr. 2017            | 4. Okt. 2017                              | Reed Morano       | Bruce Miller         | 53 min |
| Die bisherige Desglen Emily wird wegen einer lesbischen Beziehung angeklagt und ihre Geliebte deshalb gehängt. June erinnert sich, wie alles angefangen hat, als sie und ihre Freundin Moira von einem Barmann als „Fotzen“ beschimpft wurden, ihre Kreditkarte gesperrt wurde und sie kurz darauf ihren Job verlor, als alle Frauen entlassen werden mussten. Auf eine dagegen gerichtete Demonstration reagierte die Staatsmacht mit Maschinengewehrsalven. Als Mrs. Waterford annimmt, dass June schwanger ist, wird sie viel freundlicher zu ihr. Doch als June erneut ihre Periode bekommt, reagiert Mrs. Waterford wütend und verbietet ihr, das Zimmer zu verlassen. Desglen wird gewaltsam beschnitten, um ihre lesbischen Empfindungen zu beseitigen. |           |                                   |                                   |                          |                                           |                   |                      |        |
| 4 | 4         | Nolite Te Bastardes Carborundorum | Nolite Te Bastardes Carborundorum | 3. Mai 2017              | 12. Okt. 2017                             | Mike Barker       | Leila Gerstein       | 53 min |
| June erinnert sich an ihre Freundin Moira, mit der sie gemeinsam eine „Tante“ überwältigte, mit der Moira die Kleidung tauschte und per Zug nach Boston zu entkommen versuchte, während June wieder eingefangen wurde. June leidet sehr unter der „Gefangenschaft“ in ihrem Zimmer. Während eines Arztbesuches bietet der Arzt ihr an, sie anstelle des Kommandanten zu schwängern, da dieser angeblich unfruchtbar sei. June lehnt das ab. Bei der am gleichen Tag folgenden Befruchtungszeremonie mit dem Kommandanten hat dieser Potenzprobleme, so dass June unangetastet wieder in ihr Zimmer zurückgeschickt wird. Bei einem erneuten Scrabble-Spiel erfährt sie, dass ihre Desfred-Vorgängerin Selbstmord begangen hat. Unter Berufung auf diese Gefährdung erreicht sie, dass der Kommandant den von seiner Frau ausgesprochenen „Zimmer-Arrest“ aufhebt. Zugleich übersetzt ihr der Kommandant den lateinischen Satz, den ihre Vorgängerin an den Wandsockel des Umkleidezimmers geschrieben und der June während ihres Arrestes Hoffnung gegeben hatte, ohne dass sie dessen Bedeutung kannte: „Lass dich von den Bastarden nicht unterkriegen.“ |           |                                   |                                   |                          |                                           |                   |                      |        |
| 5 | 5         | Treu und Glauben                  | Faithful                          | 10. Mai 2017             | 19. Okt. 2017                             | Mike Barker       | Dorothy Fortenberry  | 53 min |
| Mrs. Waterford geht davon aus, dass ihr Mann unfruchtbar ist und fordert June dazu auf, sich von Nick schwängern zu lassen. In ihrer Anwesenheit kommt es zum Geschlechtsverkehr zwischen Nick und June. Desglen wird wieder als Magd eingesetzt, diesmal als Dessteven. Sie kann nach ihrer Verhaftung nicht mehr für die Widerstandsorganisation „Mayday“ tätig sein und fordert June auf, an ihrer Stelle dort mitzuarbeiten. Auf dem Markt entführt Dessteven ein Auto und überfährt damit absichtlich einen Wächter. Sie wird wieder abgeführt. June erinnert sich daran, wie sie Luke kennenlernte, den Vater ihres Kindes, der sich daraufhin von seiner Frau trennte. Mr. Waterford, der inzwischen bereits viele Male mit June Scrabble spielte, berührt June während der „Zeremonie“ zärtlich am Knie. Sie stellt ihn danach wütend zur Rede, weil sie fürchtet, von seiner Frau in die „Kolonien“ geschickt zu werden, was meistens einen schnellen Tod zur Folge hat. Obwohl Nick gegenüber June zugibt, ein „Auge“ zu sein, sucht sie ihn nochmals heimlich auf, und die beiden schlafen leidenschaftlich miteinander.                        |           |                                   |                                   |                          |                                           |                   |                      |        |
| 6 | 6         | Der Platz einer Frau              | A Woman’s Place                   | 17. Mai 2017             | 26. Okt. 2017                             | Floria Sigismondi | Wendy Straker Hauser | 55 min |
| Mrs. Waterford erinnert sich daran, wie sie sich in Mr. Waterford verliebte, zunächst als gleichberechtigte politische Mitkämpferin, aber immer mehr akzeptierend, dass ihr Platz gemäß ihren eigenen politischen Überzeugungen nur hinter ihrem Mann sein wird. Eine Handelsdelegation aus Mexiko wird im Haus des Kommandanten empfangen. Während June in Anwesenheit des Kommandanten und seiner Frau zunächst bestätigt, aus freien Stücken und voller Überzeugung als „Magd“ zu dienen, nutzt sie einen Moment der Abwesenheit aller anderen, um der Leiterin der Delegation die Wahrheit zu offenbaren. Deren Assistent teilt June mit, dass ihr Mann lebt, und erklärt sich bereit, einen Brief an diesen zu übermitteln. |           |                                   |                                   |                          |                                           |                   |                      |        |
| 7 | 7         | Auf der anderen Seite             | The Other Side                    | 24. Mai 2017             | 2. Nov. 2017                              | Floria Sigismondi | Lynn Renee Maxcy     | 47 min |
| Luke wurde bei der Verhaftung seiner Frau angeschossen. Der Krankenwagen, mit dem er abtransportiert wurde, verunglückte an einer Brücke, wobei er als einziger überlebte. Verletzt fand er den Ort, wo seine Frau verhaftet worden war und noch das Plüschtier seiner Tochter lag. Er wird von einer Gruppe ebenfalls Flüchtender gefunden und mitgenommen. Doch nur ihm und einer stummen Begleiterin gelingt die Flucht nach Kanada. Drei Jahre später erhält er den Brief ausgehändigt, den seine Frau June der mexikanischen Delegation mitgegeben hatte. |           |                                   |                                   |                          |                                           |                   |                      |        |
| 8 | 8         | Jezebels Reich                    | Jezebels                          | 31. Mai 2017             | 9. Nov. 2017                              | Kate Dennis       | Kira Snyder          | 50 min |
| Mr. Waterford bringt June Schminkzeug und ein Kleid und schmuggelt sie in ein heimliches Bordell. Dort trifft June auf Moira, deren Flucht misslungen ist, und die jetzt als Prostituierte arbeiten muss. June schläft mit Mr. Waterford, woraufhin Nick seine Beziehung zu ihr beendet. |           |                                   |                                   |                          |                                           |                   |                      |        |
| 9 | 9         | Erhebung, Blut und Gottes Gabe    | The Bridge                        | 7. Juni 2017             | 16. Nov. 2017                             | Kate Dennis       | Eric Tuchman         | 50 min |
| Deswarren muss ihr Kind an die Familie von Warren übergeben und als Desdaniel zu einer neuen Familie wechseln. Dort verweigert sie sich der „Zeremonie“. Sie entführt ihr Kind und droht, damit von einer Brücke in den eisführenden Strom zu springen. Man holt June hinzu, die es schafft, Desdaniel zur Übergabe ihres Kindes zu bewegen, bevor diese in Suizidabsicht allein in das eiskalte Wasser springt. June sagt einer anderen Magd das von Emily erhaltene Kennwort, um Mitglied des Widerstands zu werden. Ihre erste Aufgabe ist es, ein Päckchen aus dem Bordell zu schmuggeln. Sie schafft es, Fred Waterford zu einem spontanen Besuch im Bordell zu bewegen, muss dort aber erfahren, dass Moira sich aufgegeben hat und nicht bereit ist, ihr das Päckchen zu holen. Ihre eindringlichen Worte kommen jedoch überraschend doch noch bei Moira an, welche June das Päckchen über den Fleischverkäufer zukommen lässt. Moira tötet einen ihrer Freier, nimmt seine Kleidung und flüchtet in seinem Auto. |           |                                   |                                   |                          |                                           |                   |                      |        |
| 10 | 10        | Errettung                         | Night                             | 14. Juni 2017            | 23. Nov. 2017                             | Kari Skogland     | Bruce Miller         | 60 min |
| Mrs. Waterford hat herausgefunden, dass ihr Mann mit June ausgegangen ist, und schlägt June. Als ein Schwangerschaftstest positiv ausfällt, fährt Mrs. Waterford mit June zu deren Tochter, die sie aber nur aus der Ferne sehen darf. Mrs. Waterford sagt June, dass deren Tochter sicher ist, solange auch ihre eigene noch ungeborene „Tochter“ sicher sei. Als June Nick aufsuchen will, lässt der seine Tür verschlossen, so dass sie nicht hinein kann. Sie sucht Mr. Waterford auf und bittet ihn, ihre Tochter vor Mrs. Waterford in Sicherheit zu bringen. Entgegen ihrer erhaltenen Anweisungen öffnet June das erhaltene Päckchen und findet darin unzählige Briefe mit Gedächtnisprotokollen verschiedenster Mägde über die ihnen angetanen Verbrechen. Die Mägde werden zu einer „Errettung“ gerufen, bei der Janine, also die jetzige Desdaniel, wegen Gefährdung ihres Kindes gesteinigt werden soll. Die Mägde weigern sich, die Steinigung auszuführen, woraufhin June von den „Augen“, also quasi von der Polizei, abgeholt wird. |           |                                   |                                   |                          |                                           |                   |                      |        |